# Tlacolulan
Tlacolulan är en kommun i Mexiko.   Den ligger i delstaten Veracruz, i den sydöstra delen av landet, 220 km öster om huvudstaden Mexico City.
Följande samhällen finns i Tlacolulan:
- El Fresno
- Huichila
- Etlantepec
- Duraznal
- Arellano
- Treinta de Abril
- Omeapa
- Blanca Espuma
- Mazcaya
- San José
- Cinco de Mayo
- Tlacolulan el Viejo
- El Bordo
- El Cojolite
- Potrero de García
- San Andrés